# Мордомо (Трапани)
Мордомо је насеље у Италији у округу Трапани, региону Сицилија.
Према процени из 2011. у насељу је живело 60 становника. Насеље се налази на надморској висини од 34 м.